# Туристический банк
Туристический банк (перс. بانک گردشگری‎) — частный иранский банк, основанный в 2010 году, основной целью которого является поддержка и развитие туристической отрасли Ирана. Банк оказывает разнообразные финансовые услуги, с акцентом на поддержку и развитие туризма в Иране.

## История
Банк Туризма был представлен в 2008 году как результат совместной инициативы частного сектора и Центрального банка Ирана. Банк официально начал свою деятельность в 2010 году. В 2019 году акции банка были размещены на Тегеранской фондовой бирже под тикером «GRDZ1», что стало значимым шагом для его финансовой стабильности.

## Услуги и продукты
Банк оказывает разнообразные финансовые услуги, включая валютные операции, предоставление банковских гарантий и открытие документарных аккредитивов. Банк предоставляет специализированные услуги для туристических предприятий и активно поддерживает развитие туристической отрасли Ирана на международном уровне.

### Туристическая карта
Для развития туристической отрасли Ирана банк представил кредитную карту «Туристическая карта». Карта доступна иностранным туристам через туристические агентства и позволяет им совершать платежи в своей валюте, которая автоматически конвертируется в иранские риалы.

## Членство в международных организациях
В 2015 году Банк Туризма присоединился к Всемирной туристской организации (UNWTO), став первым иранским банком, вступившим в эту организацию. Это открыло банку возможности для взаимодействия с международными туристическими организациями.

## Санкции
В 2018 году Министерство финансов США ввело санкции против Банка Туризма в связи с его предполагаемыми связями с подразделением «Кудс». Финансовое учреждение было обвинено в содействии операциям и предоставлении финансовой поддержки КСИР-Кудс, что привело к его включению в санкционный список США. Эти санкции стали частью более широких усилий по ограничению доступа к международной финансовой системе для организаций, связанных с военными операциями Ирана.